# Daniel Agger
Daniel Munthe Agger (nascut a Hvidovre, el 12 de desembre del 1984), és un futbolista danès que va jugar al Liverpool de defensa central. Agger també va jugar i ser capità de la selecció de Dinamarca des del 2005. Va jugar els seus últims anys de la carrera al Brondby IF, club on va debutar i va finalitzar la seva carrera. En el seu moment va sonar per la cúpula del Barça i actualment és dedica a fundacions solidaries.
Agger és sens dubte un dels grans centrals del segle xxi, que quedarà a la història d'Europa, de Dinamarca i especialment del Liverpool CF.

## Palmarès
Brøndby
- 1 Lliga danesa: 2004-05.
- 1 Copa danesa: 2004-05.

Liverpool
- 1 Copa de la lliga anglesa: 2011-12.
- 1 Community Shield: 2006.